# Eulalia sigeformis
Eulalia sigeformis är en ringmaskart som beskrevs av Annenkova 1937. Eulalia sigeformis ingår i släktet Eulalia och familjen Phyllodocidae. Inga underarter finns listade i Catalogue of Life.